# Cheveux de glace

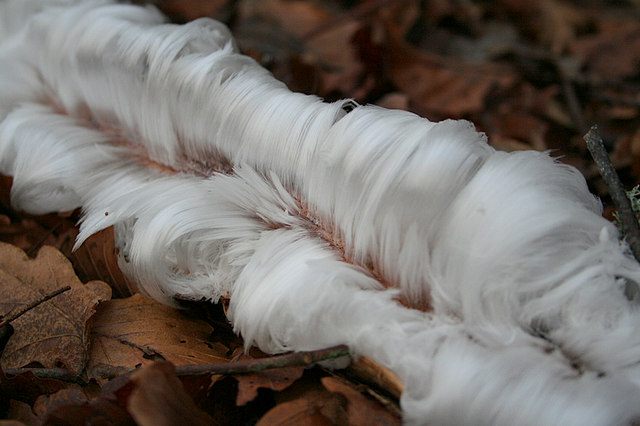
Cheveux de glace observés sur une branche au sol sur une litière de feuilles de chêne en Écosse.

Les cheveux de glace, ou chevelure de glace, sont le phénomène d'apparition de glace sous forme de filaments très fins, par temps de gel, à partir de morceaux de bois mort ou d'autre végétaux. Le phénomène est comparable mais distinct des pipkrakes, issues du sol et plus grossières. Les cheveux de glace sont différents du givre par leur apparence comme par leur formation.

## Formation
La formation des cheveux de glace se produit dans des conditions météorologiques particulières : par gel modéré et lorsque le sol, très humide, n'est pas encore gelé. Le phénomène est rare et s'observe plutôt dans les sites ombragés et tôt le matin.
Les cheveux de glace apparaissent sur des végétaux particuliers, comme le bois mort de hêtre ou de chêne. Leur observation donne à penser que l'eau contenue dans le bois est expulsée à travers les pores du bois par son expansion à l'approche du point de congélation, et gèle sous forme de fils très fins au contact de l'air. Le mécanisme pourrait néanmoins être plus complexe et être lié à la présence de champignons sur ces bois en décomposition ; en 2015, le champignon Exidiopsis effusa (en) a été identifié comme essentiel à ce mécanisme. La poussée de ces fils de glace peut avoir une force suffisante pour repousser l'écorce d'un bois mort. La formation, très fragile, se détruit au toucher ou au souffle et disparait naturellement par fonte ou sublimation si elle est exposée au soleil.

## Historique
En 1918 Alfred Wegener évoque que le mycélium sur le bois en décomposition contribue au phénomène. En 2014, Christian Mätzler, physicien de l’université de Berne associé à Diana Hofmann, chimiste et Gisela Preuss, biologiste ont élucidé le mystère de leur formation et publié le résultat de leurs recherches en juillet 2015 dans la revue Biogeosciences.

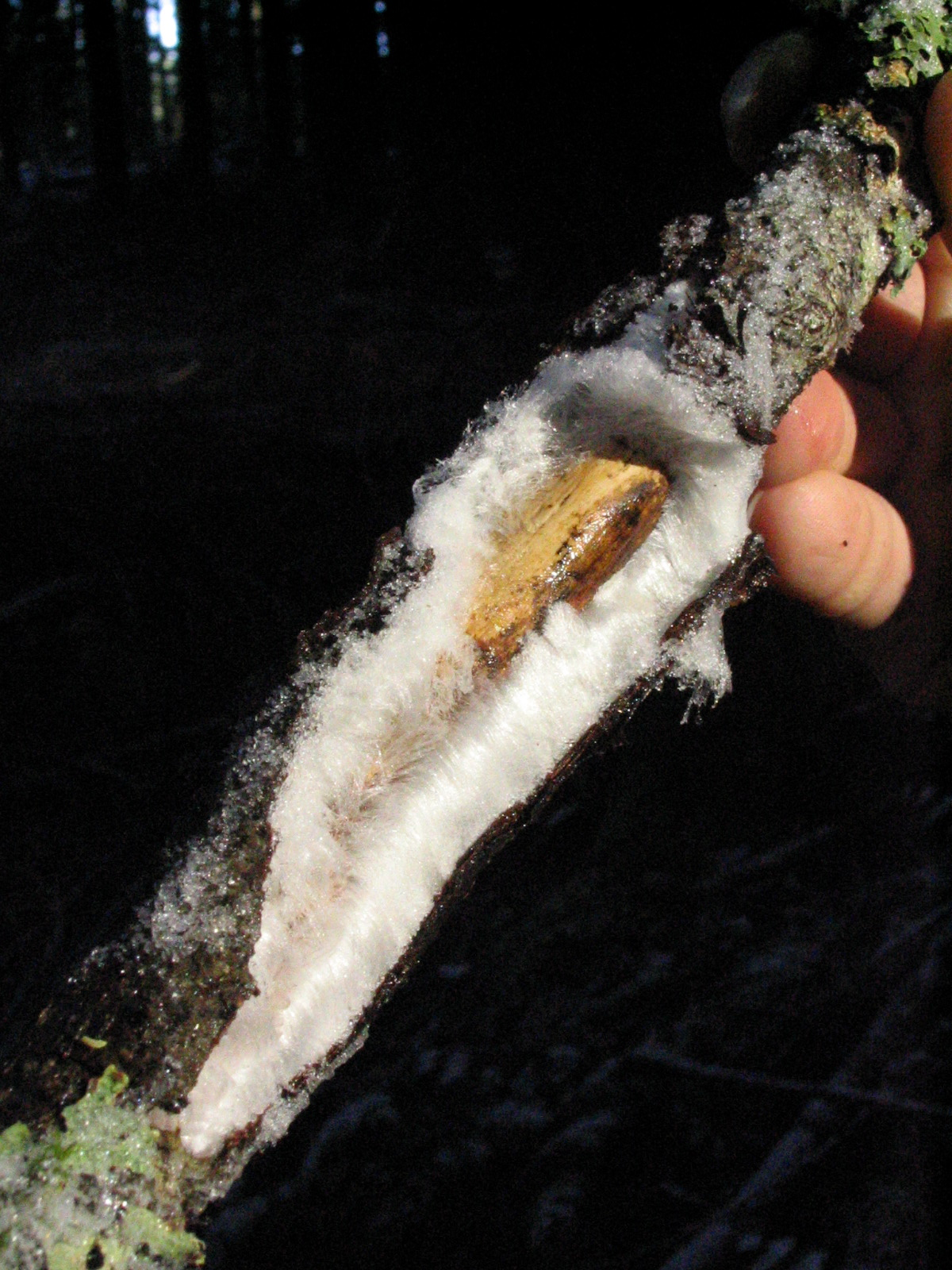
Les cheveux de glace écartant l'écorce
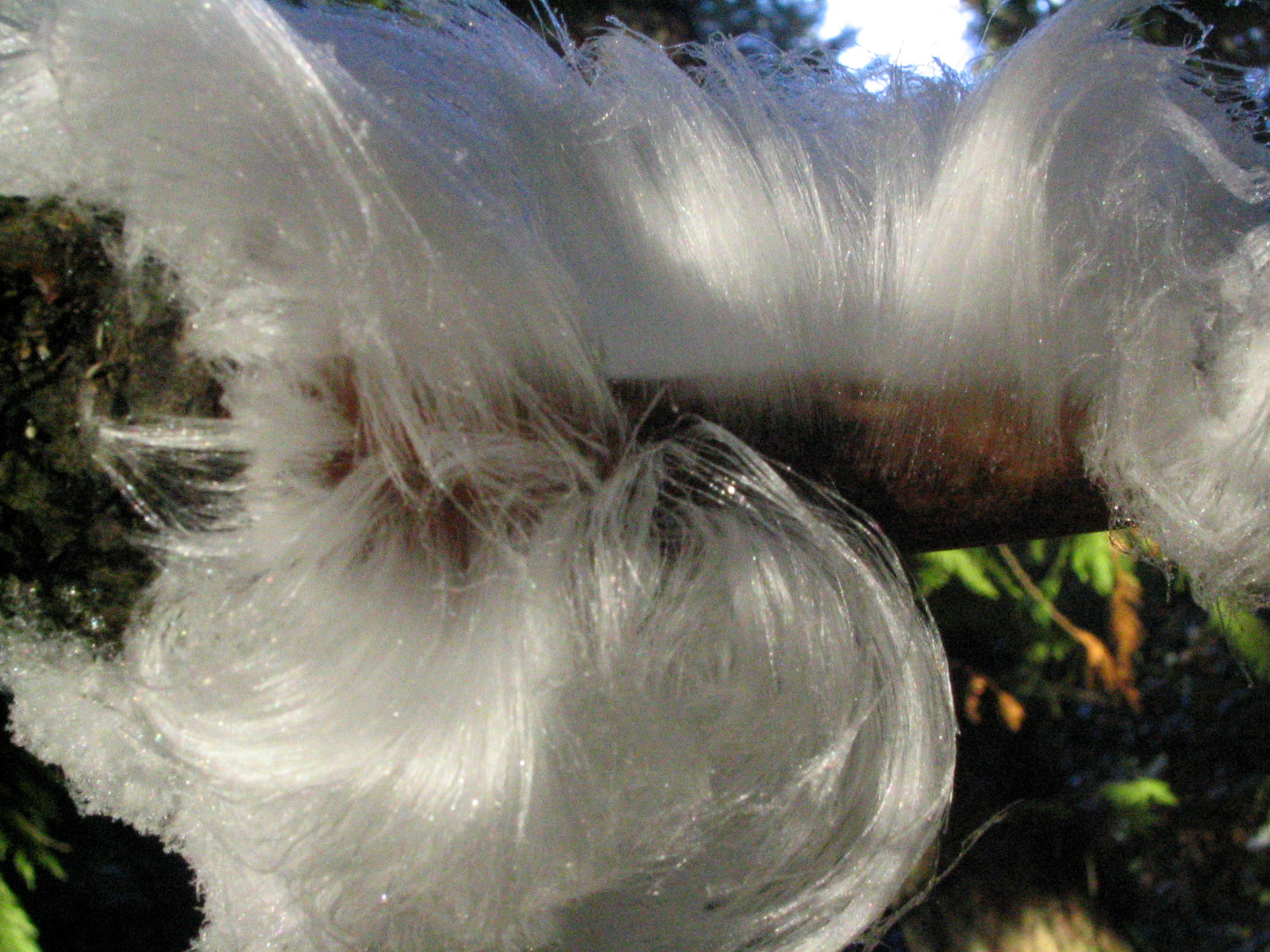
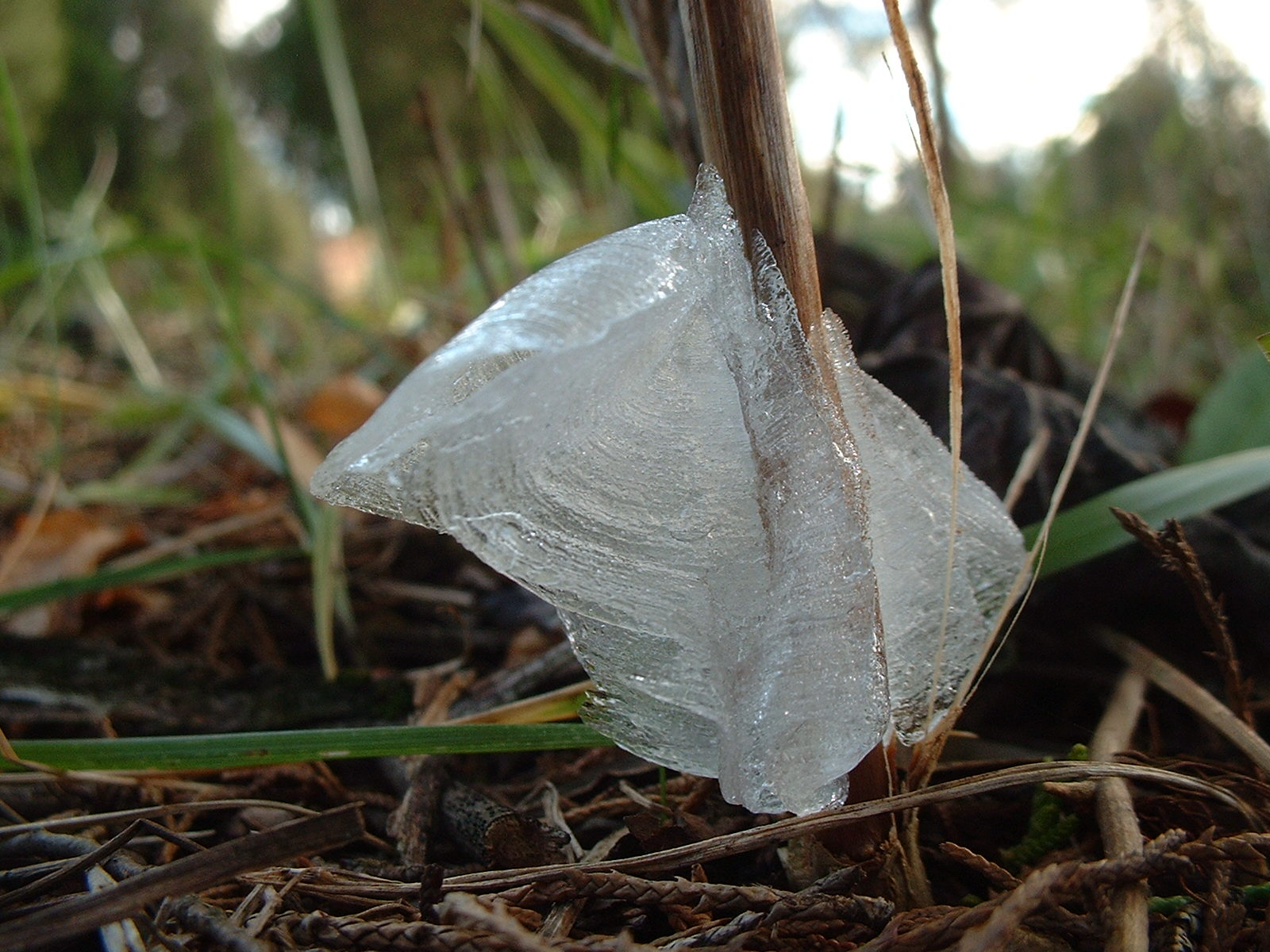
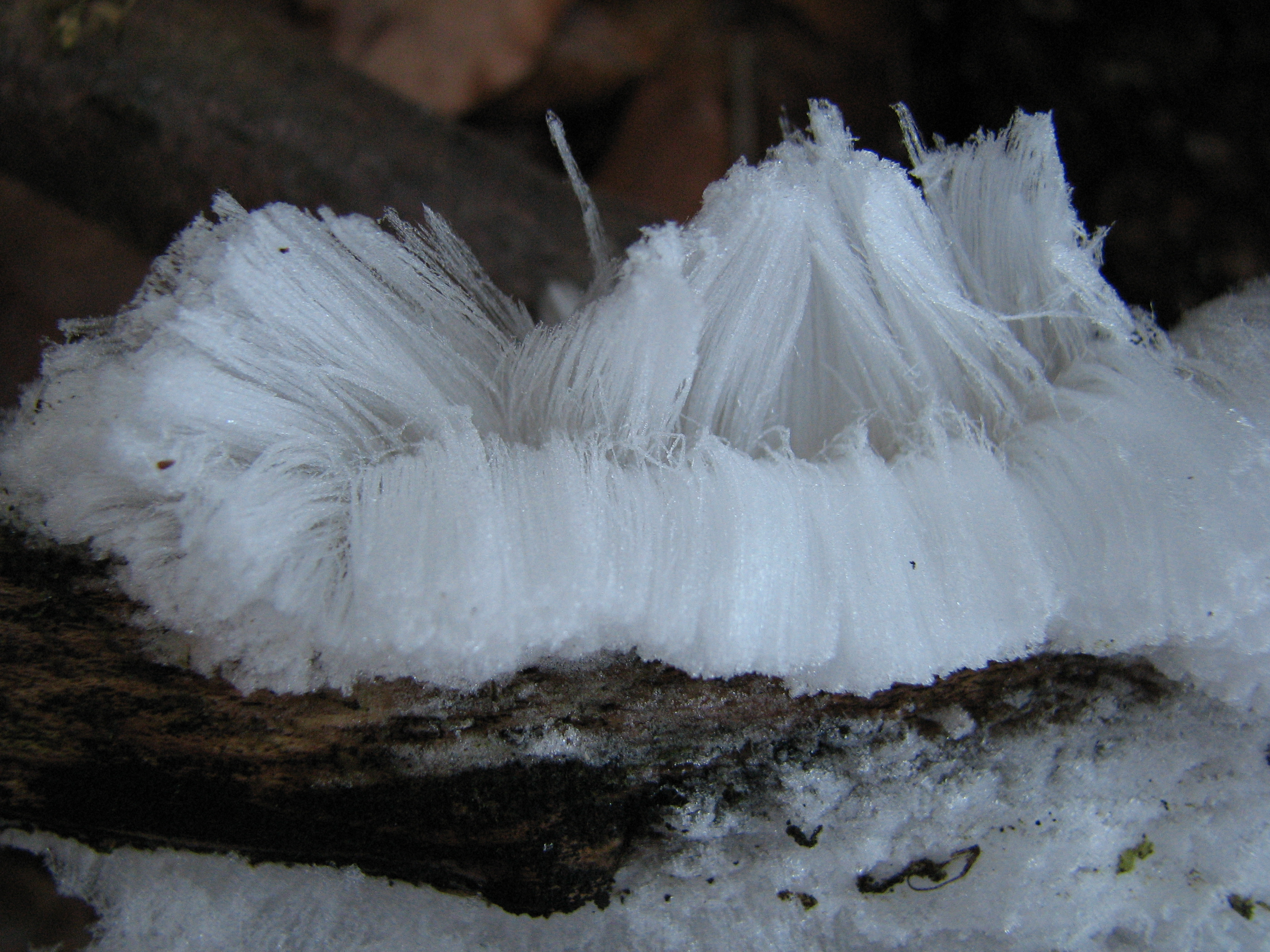
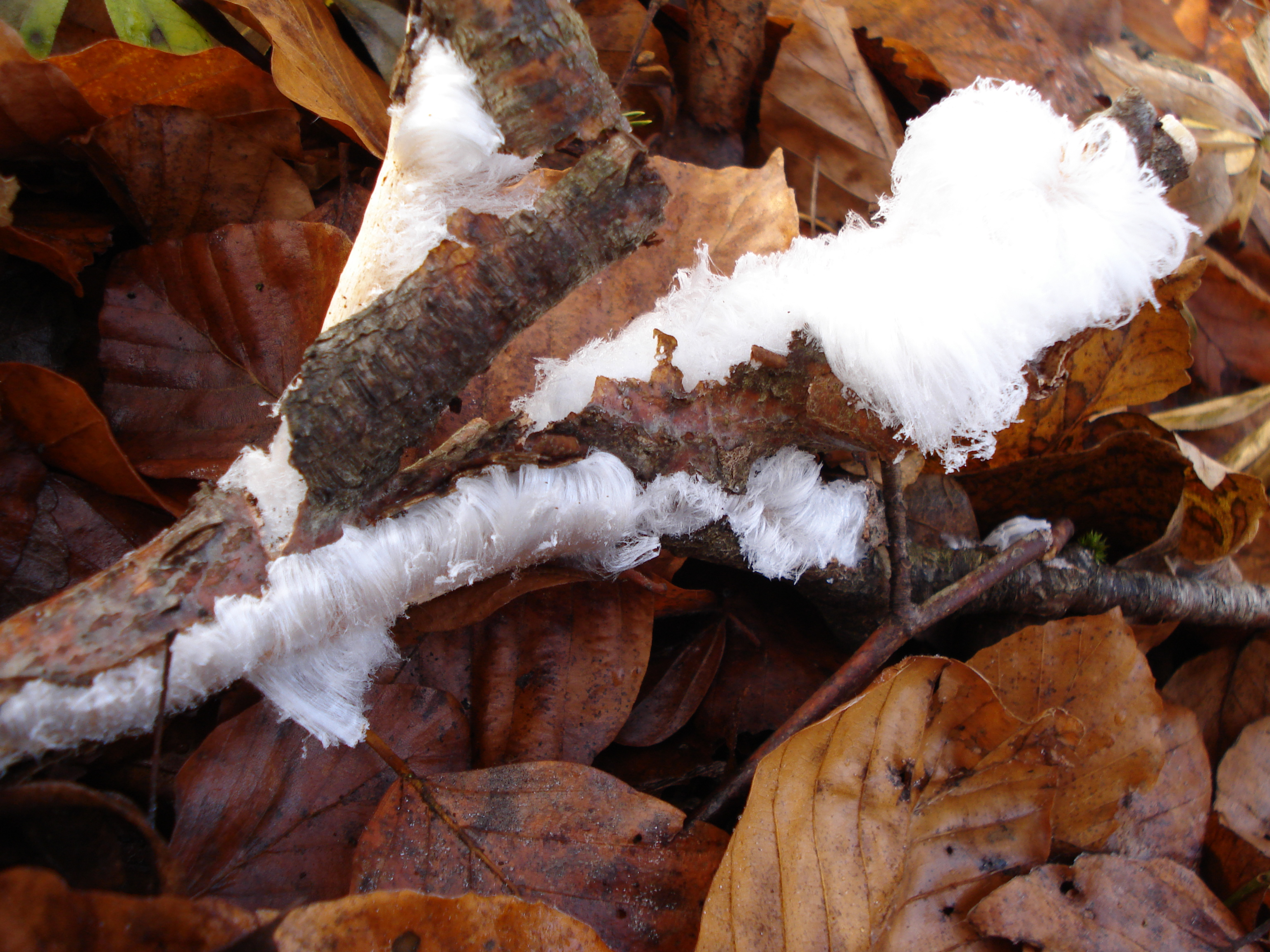
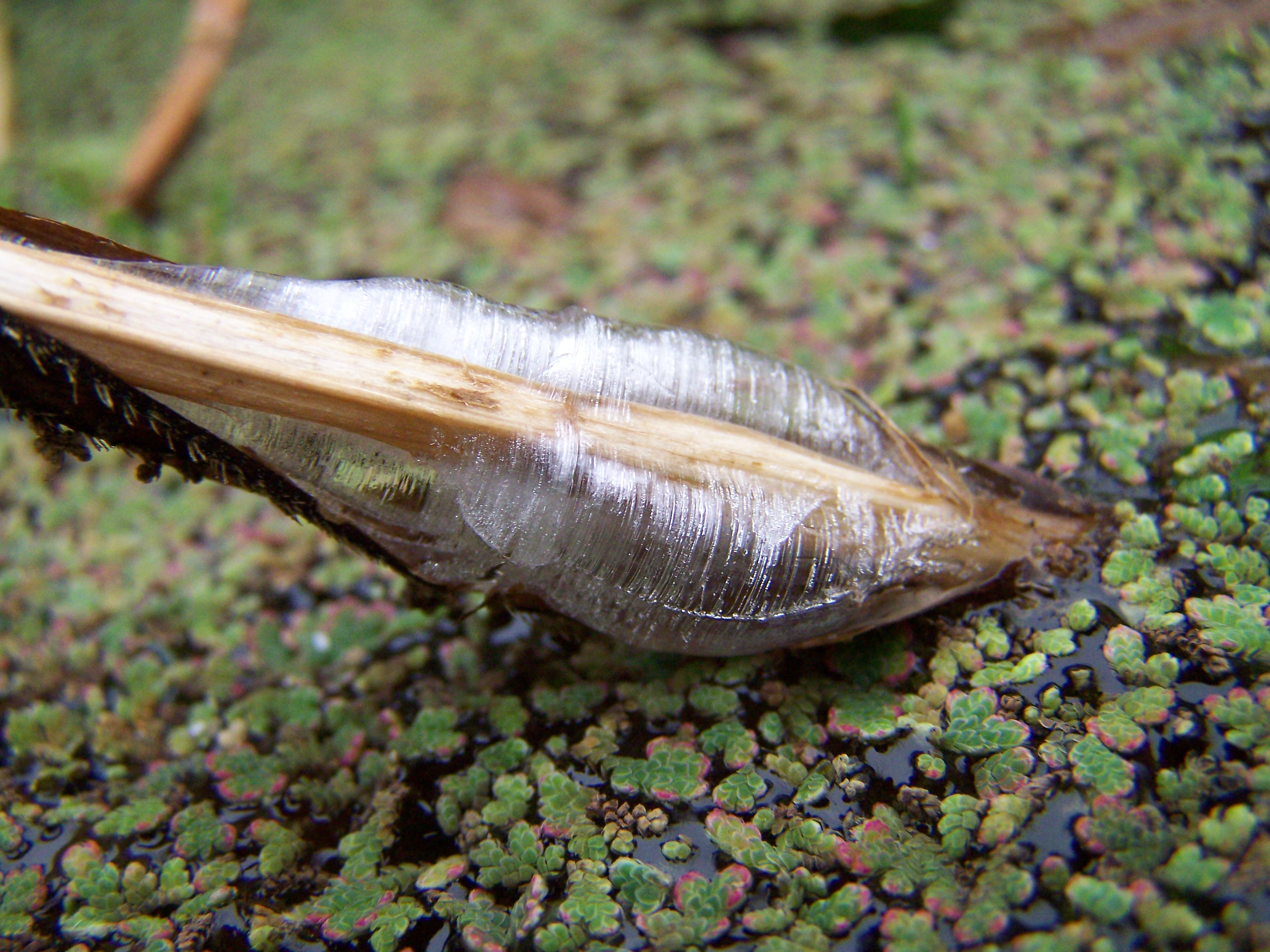
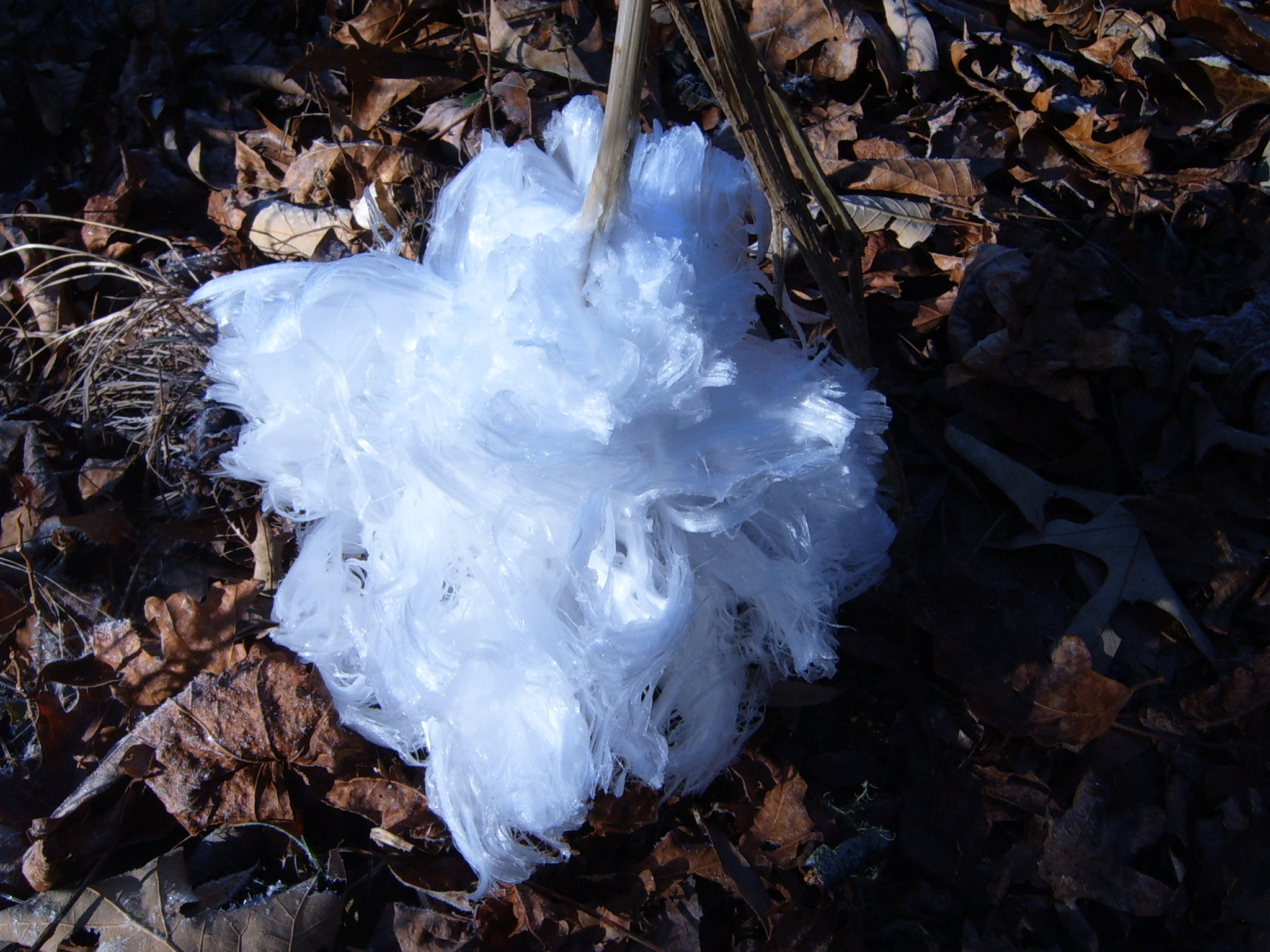
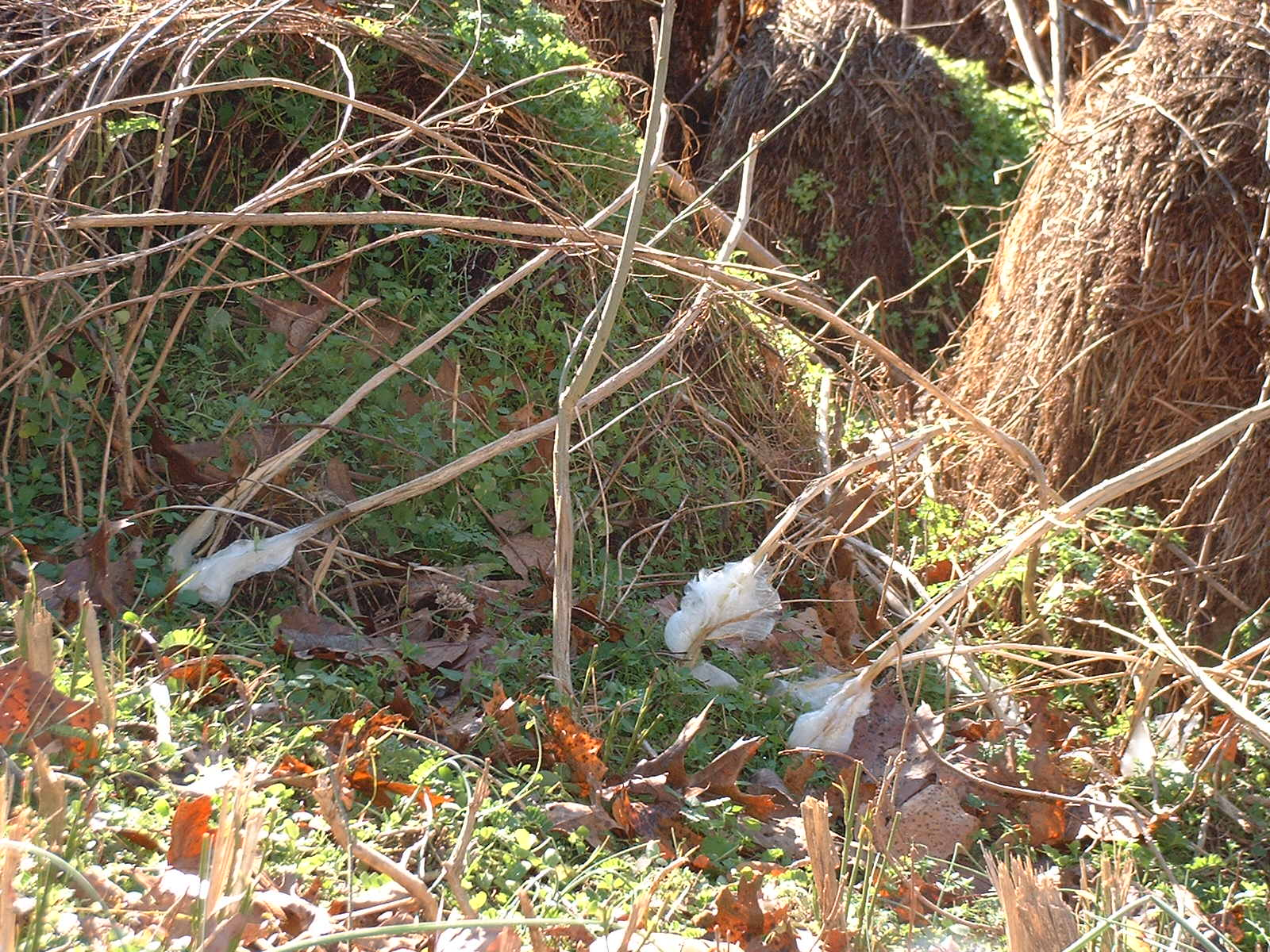